# Голендзінув (Тшебницький повіт)
Голендзінув (пол. Golędzinów, нім. Kunzendorf) — село в Польщі, у гміні Оборники-Шльонські Тшебницького повіту Нижньосілезького воєводства.
Населення — 495 осіб (2011).
У 1975-1998 роках село належало до Вроцлавського воєводства.

## Демографія
Демографічна структура станом на 31 березня 2011 року:
|          | Загалом | Допрацездатний вік | Працездатний вік | Постпрацездатний вік |
| -------- | ------- | ------------------ | ---------------- | -------------------- |
| Чоловіки | 241     | 56                 | 170              | 15                   |
| Жінки    | 254     | 62                 | 149              | 43                   |
| Разом    | 495     | 118                | 319              | 58                   |